# 虎豹騎
虎豹騎（こひょうき）は、曹操の親衛騎兵隊である。その人員の補充は百人の兵士を率いる隊長クラスの将校から選抜によるという曹操軍の中でも精鋭中の精鋭であった（『三国志』魏志「純所督虎豹騎、皆天下驍鋭、或従百人将補之」と記されている）。曹純・曹操・曹休・曹真が指揮を執った。

## 虎豹騎

### 虎豹騎の主な戦歴
205年、曹操の指揮の下、曹純が虎豹騎を指揮して、袁譚を討ち取った。
207年、烏丸との戦いで、曹操の指揮の下、曹純が虎豹騎を指揮して、蹋頓を捕虜にした。
208年、曹操の指揮の下、曹純が虎豹騎を指揮して、長坂の戦いで劉備を破り、劉備の二人の娘を始めとして多くの捕虜を捕らえて、江陵を占領した。
211年、潼関の戦いで、曹操は虎豹騎ら勇猛な騎兵部隊を出して、馬超・韓遂らを歩兵部隊とで挟み撃ちにし、大いに破り、成宜・李堪を討ち取った。

### 虎豹騎以前
虎豹騎という部隊が『三国志』に現れる前は、曹操の親族で曹純の兄の曹仁が騎兵隊の指揮を執って、対陶謙戦や官渡の戦いで功績を挙げている。
『三国志』では、官渡の戦い以前は、曹操軍で騎兵部隊が単独で運用されたという記述のうち、曹仁が騎兵部隊の指揮を執ったという記述の割合が高く、曹操軍で騎兵部隊は曹仁が中心となって運用していたと思われる。

## 虎士
虎士とは、許褚が指揮を執った曹操の護衛を務める曹操軍近衛兵である。虎士は虎豹騎とは別の近衛隊である。虎士の構成員は許褚に曹操軍参入以前の典韋が務めたころから従っていた部下達が中心であった。許褚と虎士は何度も曹操の危機を救い、曹操軍の勝利に貢献した。
曹丕が皇帝になると、許褚は中軍の宿営に当たる近衛兵の指揮を執る事になった。また、許褚の兄の許定も皇帝が外出する時の通り道を巡視する近衛兵の指揮を執った。
古くからの許褚指揮下の虎士のうち、数十人が将軍・諸侯となり、百人以上が都尉・校尉となったが、すべて剣客であった。